# Leó Forgács
Leó Forgács (Budapest, 5 ottobre 1881 – Berettyóújfalu, 17 agosto 1930) è stato uno scacchista ungherese.

## Biografia
Nato da una famiglia ebraica col nome Leo Fleischmann, nel 1908 cambiò nome con Leó Forgács. 
Partecipò al suo primo torneo internazionale nel 1902, vincendo il torneo B del Congresso della federazione tedesca (Kongresse des Deutschen Schachbundes). 
A partire dal 1904 prese parte a diversi forti tornei, tra cui il torneo di Monte Carlo 1904 (torneo tematico sul gambetto Rice, vinto da Rudolf Swideriski e Frank Marshall, dove arrivò 6º e ultimo), il torneo B di Brema del 1905 con 18 partecipanti (vinto davanti a Spielmann e Nimzovich), il torneo di Norimberga del 1906 (3º posto) e il torneo di Ostenda del 1907 (5º posto a mezzo punto dal vincitore Bernstein, davanti tra gli altri a Mieses, Duras, Tartakower e Spielmann).
Nel 1907 vinse a Budapest il secondo campionato ungherese.
Dopo alcuni risultati non buoni (14º al Memorial Chigorin 1909, 9º-10º ad Amburgo nel 1910, ultimo nel torneo di San Sebastián del 1912), ottenne i suoi ultimi successi con dei terzi posti nel torneo di San Remo 1911 (vinto da Hans Fahrni) e in tornei cittadini di Budapest del 1912 e 1913 (in quest'ultimo torneo si classificò davanti a Marco, Breyer, Vidmar e Réti). Si ritirò di lì a poco definitivamente dall'attività agonistica.
Nel 1910 pubblicò in ungherese una raccolta commentata di partite: A sakkjáték gyöngyei (Le perle degli scacchi). 